# Heinrich Bauer
Heirich Bauer (11 giugno 1935) è un ex calciatore tedesco, di ruolo difensore.
Giocò in Bundesliga con la maglia del Kaiserslautern.